# Каноны «Звёздных войн»
Каноны «Звёздных войн» впервые были упомянуты в первом выпуске журнала компании Lucasfilm — «Star Wars Insider»:

«Предание», или как мы его называем — «канон», включает в себя сценарии, фильмы, радиопостановки и новеллизации. Одни работы появились благодаря оригинальным идеям Джорджа Лукаса, остальные были придуманы другими авторами. Но, между нами: мы читаем всё, и многое принимается во внимание при построении общей череды событий. Полный список опубликованных работ содержит огромное число сюжетов со множеством ответвлений, вариаций и параллельных линий, превосходящих по числу любые хорошо проработанные мифологии.

Чтобы понимать каноны и вселенную в целом, нужно рассматривать «Звёздные войны» как набор историй, написанных разными людьми и «документирующие» произошедшие «события». Хотя одни рассказы более достоверны, чем другие, все они рассматриваются как часть общей «истории». Но следует помнить, что все рассказы не более чем рассказы: в них немало ошибок и несоответствий, поскольку их рассказывали разные люди, имевшие свои представления, как излагать истории.
Можно сравнить эту ситуацию с древнегреческой и древнеримской мифологией или с легендами о Короле Артуре. Как и мифология «Звёздных войн», они состоят из отдельных, хотя и связанных друг с другом историй, рассказанных различными авторами в разное время.

## Старый канон
До 2014 года фильмы и другие произведения (совокупно называвшиеся «Расширенная вселенная»), вышедшие во вселенной «Звёздных войн», составляли неоднородный, но относительно единый канон. В 2014 году почти вся Расширенная вселенная была объявлена неканоничной, а старый канон получил название «Легенды».

### Исследования канона
Работы по исследованию канона были опубликованы Виллом Брукером, который ссылается в них на Энциклопедию Звёздных войн Стивена Сансвита.
Согласно Сансвиту, каноном являются фильмы в том виде, как они были созданы Лукасом (три фильма на момент высказывания Сансвита). «Близкими» к канону являются авторизованные адаптации: повести, радиопостановки, комиксы. «Почти всё остальное» является «квази-каноном».
Брукер предлагает расширить канон включением работ, созданных «ключевыми участниками» творческой группы «Звёздных войн» (например, добавив «Караван смельчаков. Приключения эвоков», среди сценаристов которого был сам Лукас). Брукер сам отмечает сложности такого подхода, по сути вводящего чуть более низкий, чем сама эпопея, уровень канонизации на примере фильма «Звёздные войны. Праздничный спецвыпуск». С одной стороны, Лукас был одним из сценаристов, и в фильме впервые появился Боба Фетт. Однако, если принять этот, отвергнутый Лукасом позже, фильм за канон, то у Чубакки появляется жена — Малла, что противоречит остальному канону.
Брукер отмечает ещё бо́льшие проблемы с включением в канон «авторизованных» работ, когда жестокая сцена убийства Оби-Ван Кеноби Дартом Вейдером в авторизованном комиксе издательства Марвел, прямо противоречит сцене из фильма, где световой меч поражает лишь пустую одежду джедая.
Даже в пределах исходной трилогии возникают вопросы о каноне, связанные с изменяющимися вариантами самих фильмов. Сансвит потому особо выделяет версию первой трилогии 1997 года, «единственный гарантированный ответ». Брукер задаёт вопрос: если считать, что добавления, сделанные в 1997 году, вошли в канон, то что представляют собой сцены, которые были отсняты, но пока не вошли в сериал, хотя об их существовании нам известно? Если в варианте 1997 года стал взлетать Аутрайдер (англ. Outrider, см. Космические корабли «Звёздных войн»), то вошёл ли в канон Даш Рендар (англ. Dash Rendar), его пилот? А если Рендар вошёл в канон, то вошли ли в него и другие элементы «Теней империи» или они остаются игрой воображения Стива Перри? Брил ли Чубакка голову для маскировки?
Брукер отмечает, что поклонники сериала относятся к канону более строго и возможно, что их определения лучше, чем у Сансвита.

### Каноны и Расширенная вселенная
В течение нескольких лет принцип отнесения событий в Расширенной вселенной Звёздных войн к канону претерпевал уточнения. Сайт «Звёздных войн» подробно описывает роль канонов и Расширенной вселенной, а также их влияние на общую целостность всей научно-фантастической саги. Крис Серази пишет:

Когда речь идёт об абсолютных канонах, настоящей истории «Звёздных войн», нужно обращаться непосредственно к фильмам — и только фильмам. Даже новеллизации — это лишь интерпретация событий фильма, и хотя они во многом соответствуют идеям Джорджа Лукаса (он работал в тесном контакте с авторами), методика, применявшаяся при написании книг, допускает незначительные отступления. Новеллизации пишутся параллельно съемкам фильма, поэтому описания деталей иногда не совпадают. Тем не менее, новеллизации следует считать очень точным воспроизведением фильмов.
Чем дальше уходит произведение от сюжета фильма, тем больше появляется интерпретаций и вымысла. LucasBooks старательно следит за сохранением целостности Расширенной вселенной «Звёздных войн», но остаётся свобода стилистических вариаций. Художники изображают Люка Скайуокера не всегда одинаково. Писатели дают героям различные характеристики. Некоторые особенности различных видов произведений также играют роль: в комиксах описание событий подразумевают меньшее количество диалогов и иную линию сюжета. Видеоигры добавляют интерактивность, необходимую для игрового процесса. То же делают ролевые и карточные игры, приписывающие определенные характеристики героям и событиям, делая их пригодными для игры.
Можно провести такую аналогию: каждое опубликованное произведение «Звёздных войн» — это окно в «реальную» вселенную «Звёздных войн». Некоторые окна больше затуманены, чем другие. Некоторые совершенно искажают картину. Но в каждом есть частица истины. Как говорил великий Магистр Джедаев Оби-Ван Кеноби: «Многие истины, в которые мы верим, сильно зависят от точки зрения».

Редактор Lucas Licensing Сью Ростони в 6-м выпуске журнала «Star Wars Gamer Magazine» развивает мысль о месте печатных источников Расширенной вселенной:

Каноны — это авторизированный список книг, которые редакторы Lucas Licensing считают аутентичной частью официальной истории «Звёздных войн». Наша цель — представить непрерывную и унифицированную историю галактики «Звёздных войн», насколько она не противоречит или подрывает понимание саги Джорджем Лукасом, изложенное в фильмах и сценариях.

### Голокрон целостности
В 2000 году Lucas Licensing поручила Лиланду Чи создать базу данных для отслеживания целостности вселенной «Звёздных войн». База получила наименование «Голокрон целостности». Голокрон следует многолетним принципам каноничности, но кроме того позволяет оценить каждый элемент рассказов в отдельности, а не только рассказы в целом.
База данных Голокрона оставляет место для буквы (G, Т, C, S или N), показывающей уровень каноничности элемента. С их появлением уровни канона неформально стали именоваться G-канон, T-канон, C-канон, S-канон и N-канон. Классификацию разработал Чи, занимаясь созданием Голокрона, и первое время улучшал её, пока не привел в сегодняшний вид.
G, Т, C и S вместе формировали всю целостность вселенной «Звёздных войн». Более высокий уровень перекрывает более низкий: например, история Бобы Фетта была радикально переработана (то есть подвергнута реткону) после выхода фильма «Звёздные войны. Эпизод II: Атака клонов», потребовав приведения в соответствие новому G-канону старых материалов. Это решение, однако, не универсальное, и каждый случай рассматривается отдельно.
G-канон — «канон Джорджа Лукаса»; шесть эпизодов и всё, что предоставлено Lucas Licensing непосредственно Лукасом (включая неопубликованные комментарии самого режиссёра и киносъёмочной группы, которые никогда не показывались публике). Элементы, созданные при участии Лукаса для новеллизаций, справочников и других источников также причисляются к G-канону, хотя всё, что создано авторами этих произведений, считается C-каноном. Когда возникают противоречия между разными версиями фильмов, наиболее свежие изменения имеют приоритет перед старыми, поскольку исправляют ошибки, улучшают взаимосвязь между трилогиями и наиболее точно выражают текущее понимание Лукасом вселенной «Звёздных войн».
T-канон — «телевизионный канон». К нему относятся анимационный фильм «Звёздные войны: Войны клонов», одноимённый мультсериал 2008 года, и ещё один анимационный сериал телеканала Disney «Звёздные войны: Повстанцы» (2014—2018). Имеет более высокий приоритет, чем C-канон.
C-канон — «канон целостности», состоящий из всех новых работ (и множества старых), выпущенных под маркой «Звёздных войн»: книг, комиксов, игр, мультфильмов, видеофильмов и т. д. Особый случай — игры, поскольку в них к C-канону относится только сюжет, а такие вещи, как характеристики персонажей и игровой процесс — нет. Игры также предлагают игроку неканонические возможности, например, выбор женского пола для канонического мужского персонажа. Известны случаи появления элементов C-канона в фильмах, что делает их G-каноном; в качестве примера можно привести имена и названия: Корусант, свуп, Квинлан Вос, Эйла Секура, YT-2400, Салропин и транспорт типа «Action VI».
S-канон — «вторичный канон», материалы, используемые или игнорируемые авторами по ситуации. Сюда входят в основном старые работы, например, многие комиксы серии «Marvel Star Wars», выпущенные до попыток поддержания целостности, а также другие вещи, которые «могут не вполне подходить». Многие элементы S-канона переходят в C-канон через включение их в новые работы авторов, заботящихся о целостности, хотя многие другие работы (вроде «The Han Solo Adventures») принимались во внимание с самого начала и, таким образом, всегда были C-каноном.
N-канон — «неканонические» работы. Альтернативные варианты истории (например, рассказы, опубликованные под маркой «Бесконечностей») и всё, что прямо противоречит элементам более высоких канонов. Только N-канон не признавался каноническим компанией «Лукасфильм».

## Канон Disney
В октябре 2012 года The Walt Disney Company приобрела Lucasfilm за 4,06 млрд долларов США. После этого Lucasfilm сформировала группу «Star Wars Story Group», целью которой было определение каноничности и её отслеживание для всех произведений, связанных со Звёздными войнами, включая фильмы, комиксы, компьютерные игры и другую продукцию.
В 2014 году Lucasfilm объявила произведения Расширенной вселенной «Легендами Звёздных войн», относя их тем самым к неканоничным работам. Отныне только события I—VI эпизодов Звёздных войн, мультфильма Войны клонов и основанного на нём сериала могут рассматриваться как основа для дальнейших работ в рамках Вселенной Звёздных войн. Все остальные ранее созданные работы, которые могут полностью или частично соответствовать событиям нового канона, не могут использоваться для создания новых работ. Подобное радикальное изменение вызвало недовольство среди фанатов Звёздных войн, призывавших Lucasfilm не бросать поддержку Расширенной вселенной.